# حصن بورتانغي

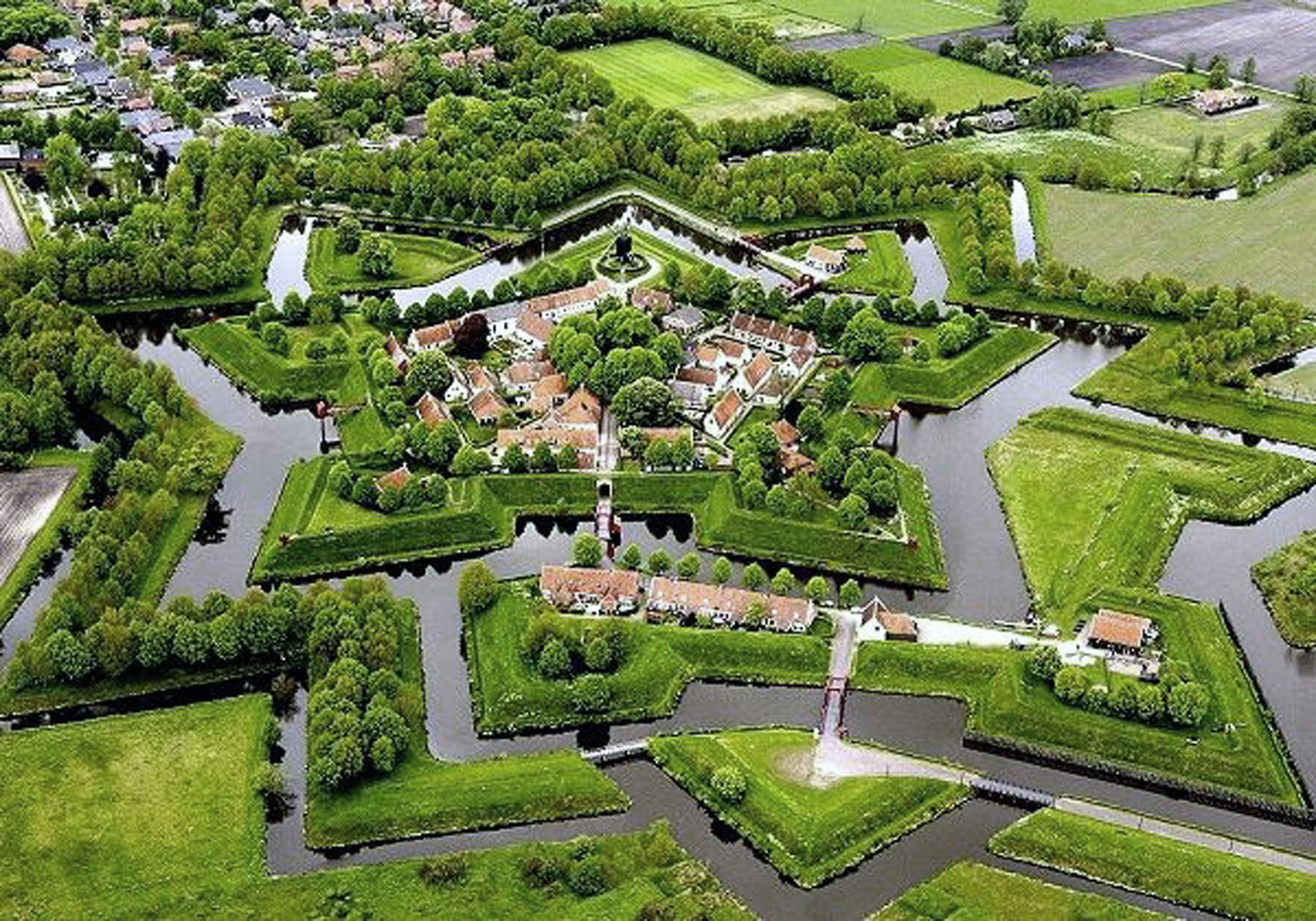
صورة من الجو من عام 2005

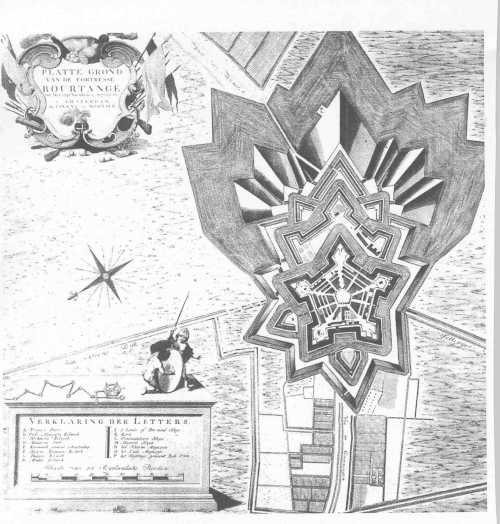
تخطيط الحصن ، رسم من عام 1742

حصن بورتانغي (بالهولندية: Bourtange) كان قلعة في الماضي في هولندا ويسكنها السكان حالياً. تقع بورتانغي في مقاطعة خرونينجن الهولندية، وتبعد نحو 2 كيلومتر من الحدود الهولندية الألمانية حيث توجد مدينة دوربين.
يحتوي حصن بورتانغي على مدينة الحصن داخل جدرانه الهندسية المنيعة والمسماة بنفس اسمه. ويعتبر هذا الحصن من أهم الحصون الأوروبية التي أعيد ترميمها خلال السنوات القليلة الماضية بعد اهمالها وتهدمها.
كان الحصن يقوم بحراسة الطرق في تلك المنطقة المليئة بالمستنقعات، وأراضي يغطيها الخث، الذي ينشأ من تعفن نباتات حزازية، ويشكل المرحلة الأولى لتكوّن الفحم. وتسمى المنطقة الغطاة بالحث المحيطة بالحصن على جهتي الحدود الألمانية الهولندية باسم الحصن «بورتانغر هور».

## تاريخه
بدأ الملك فلهلم الأول (أورانين) في عام 1580 خلال الحرب الثمانينية (استمرت 80 عاما) بناء الحصن في هذا المكان بين إنس و «جرنينغن» حيث كان يمر طريق ضيق بي المستنقعات ومناطق مغطاة بالحث. كانت منطقة جرونينغن محتلة بالقوات الإسبانية، وكان هذف الملك فيلهلم الأول هو قطع الطريق على قوات الاحتلال واتصالهم بالعالم الخارجي.
انتهى بناء الحصن في عام 1593 وغيّر خلال حرب الثلاثين عام عدة مرات لكي يكون على مستوى عمليات القتال. وخلال حرب الثلاثين سنة وما تلاها من أوقات عصيبة لم يستطع أي معتدي الاستيلاء على الحصن.
وصل حجم الحصن في عام 1742 إلى اقصى اتساع له خلال الحرب مع «شليسيا» (شرق ألمانيا في ذلك العهد). وكان الحص مهما في كل الحروب حتى منتصف الفرن 19 . وخلال أوقات السلم كان الناس يـأتون إليه للعيش فيه، بحيث نشأت مع الوقت مدينة صغيرة في داخله.
1851في عام 1851 انتهت الوظيفة الدفاعية للحصن رسميا. وانتعشت المدينة الصغيرة فيه وامتدت. وبعد نهاية الحرب العالمية الثانية غادر كثير من السكان ومن المدينة الصغيرة المكان بسبب سوء. حتى عدة سنوات قبل عام 1960 كان الحصن مهددا بالإهمال التام.

## إعادة البناء

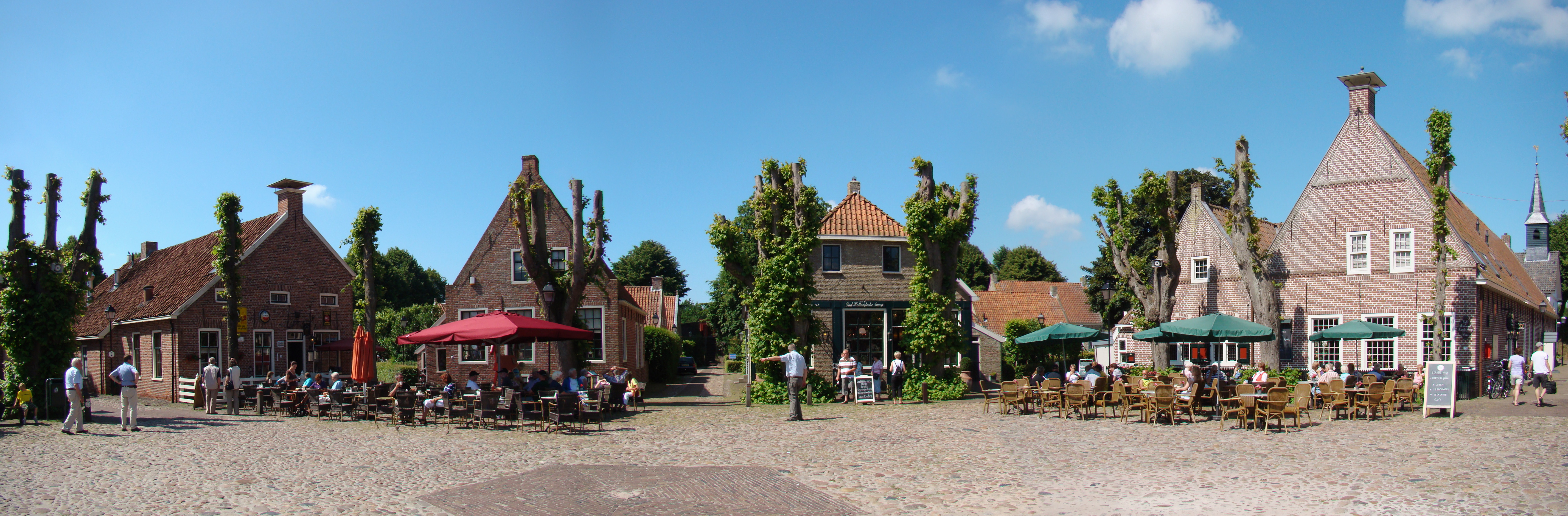
المدينة اليوم داخل الحصن.

تمت أهم عمليات الترميم وإعادة البناء خلال السنوات 1964 - 1973، كما أضيفت مباني جديدة منذ ذلك الوقت ووسع الحصن.

## صور

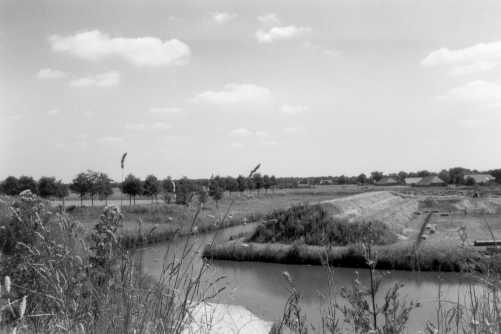
منظر من أحد الأبراج على البحيرة المحيطة
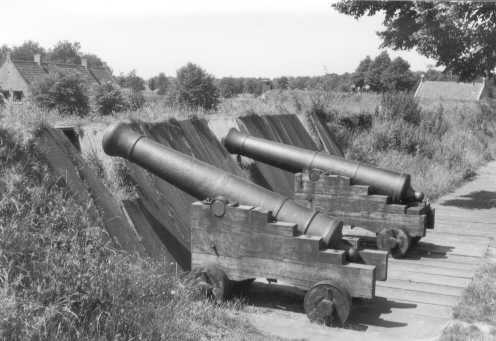
مدافع في أخد الأبراج
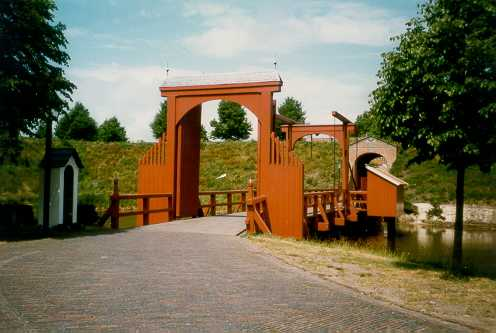
بوابة وقنطرة للحصن
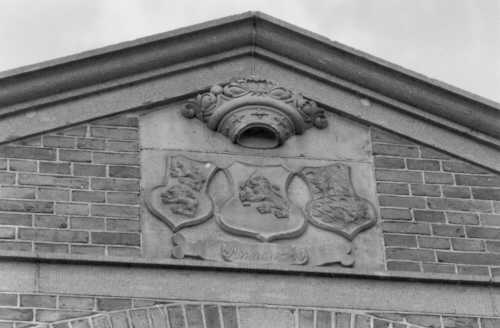
تفاصيل بوابة إلى منستر ٍ
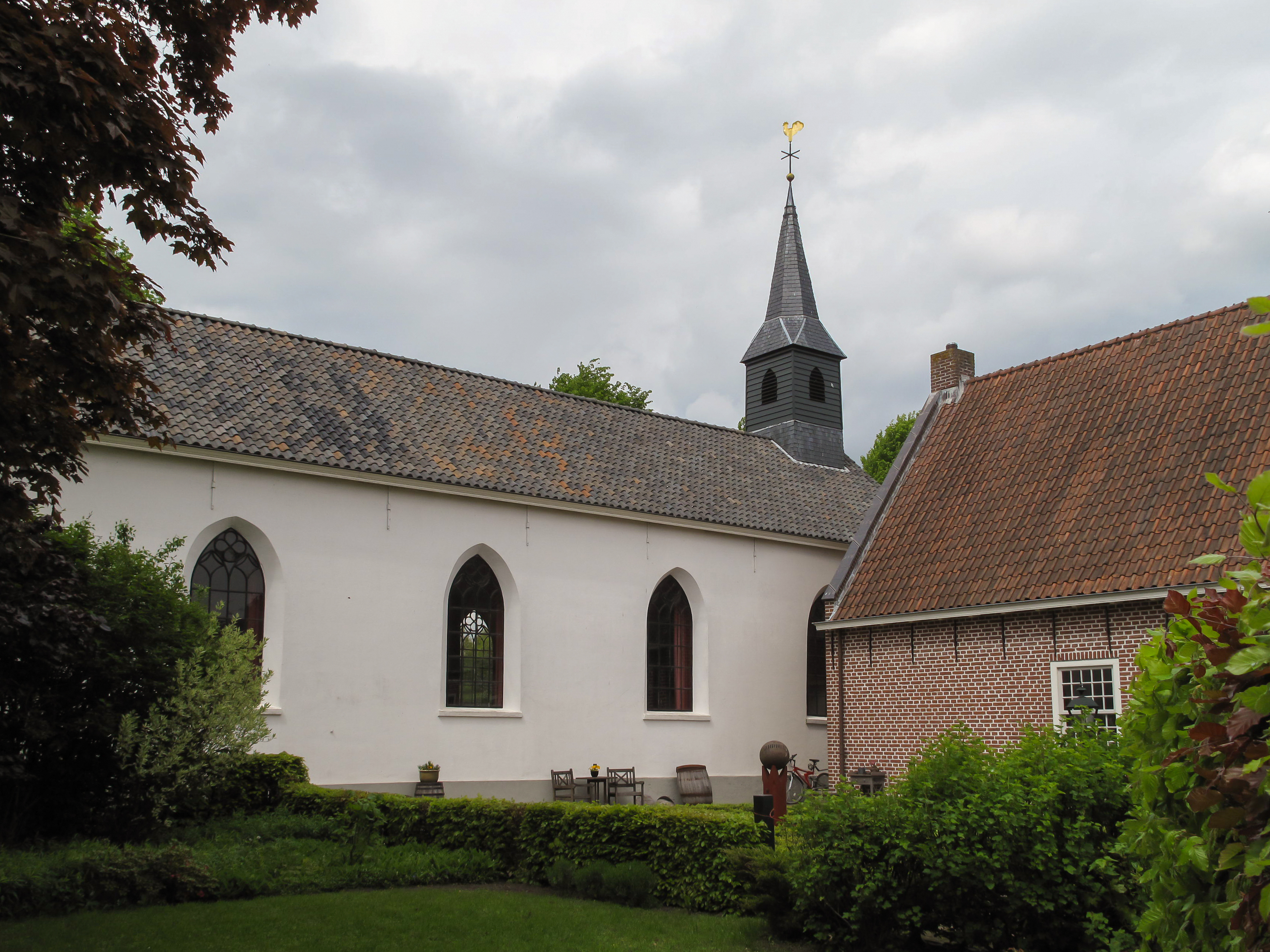
كنيسة
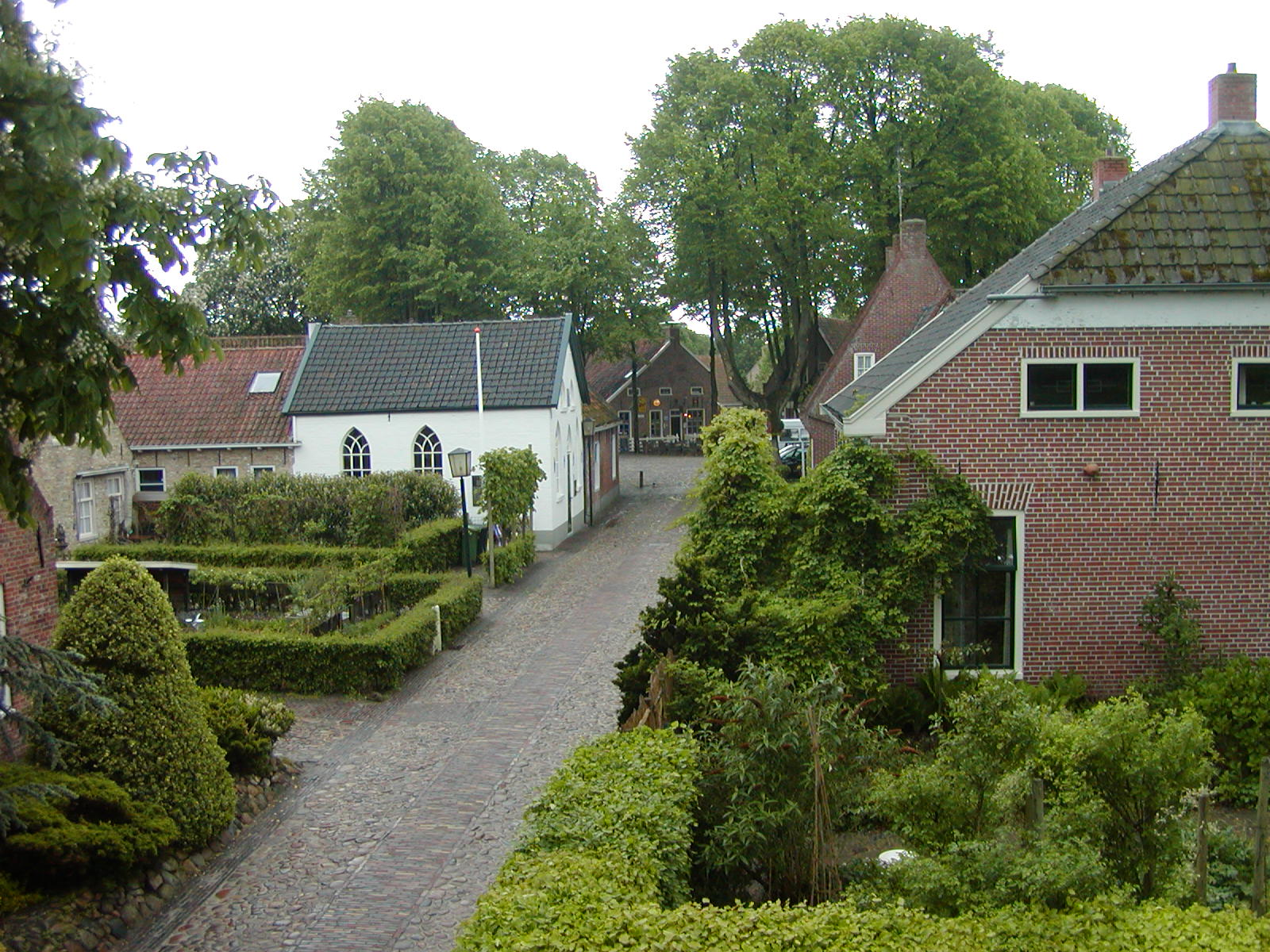
الكنيسة اليهودية والسوق
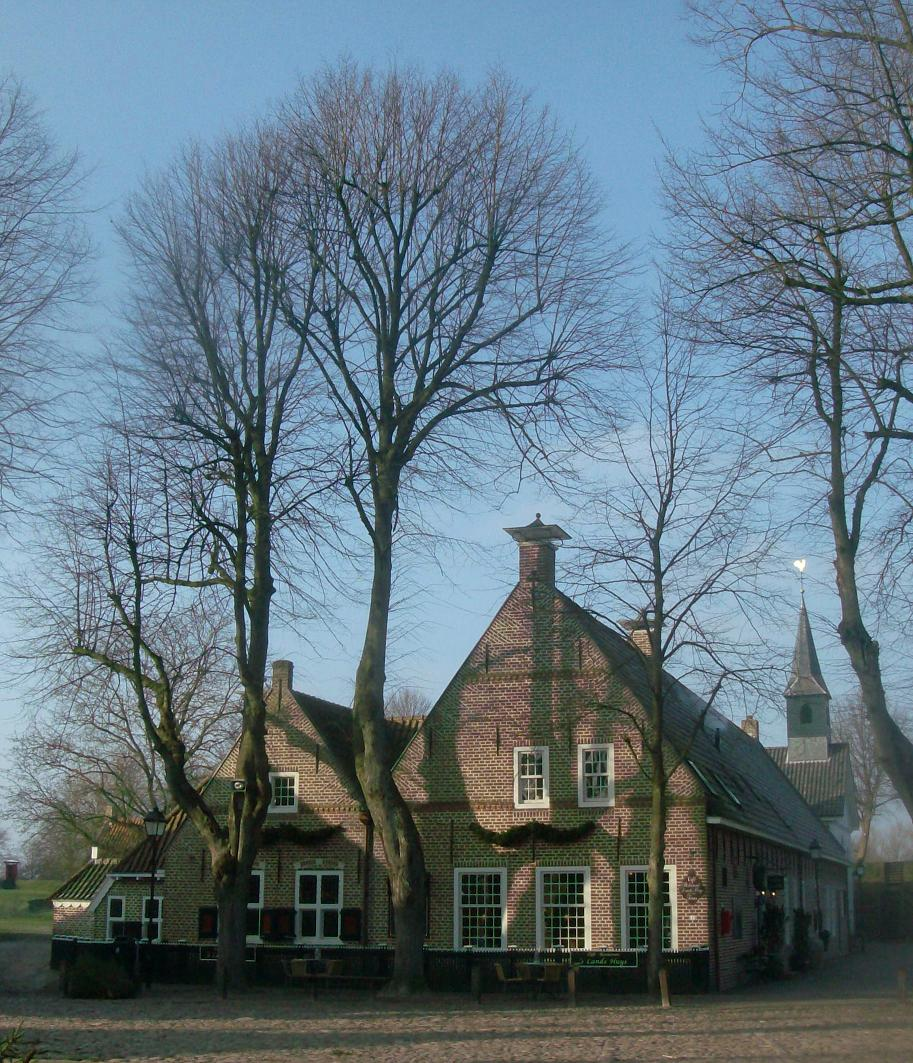
وسط المساكن
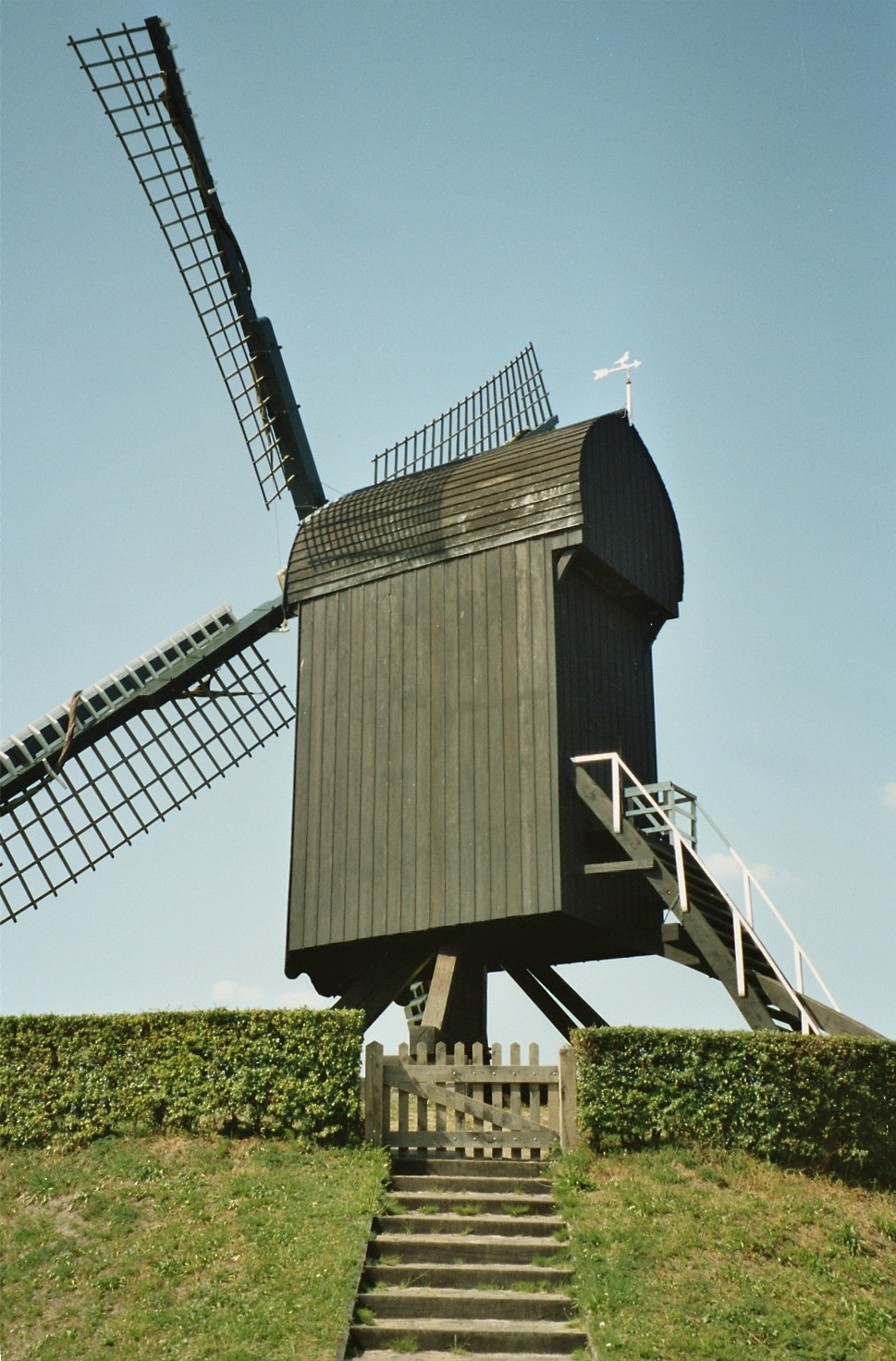
طاحونة هوائية
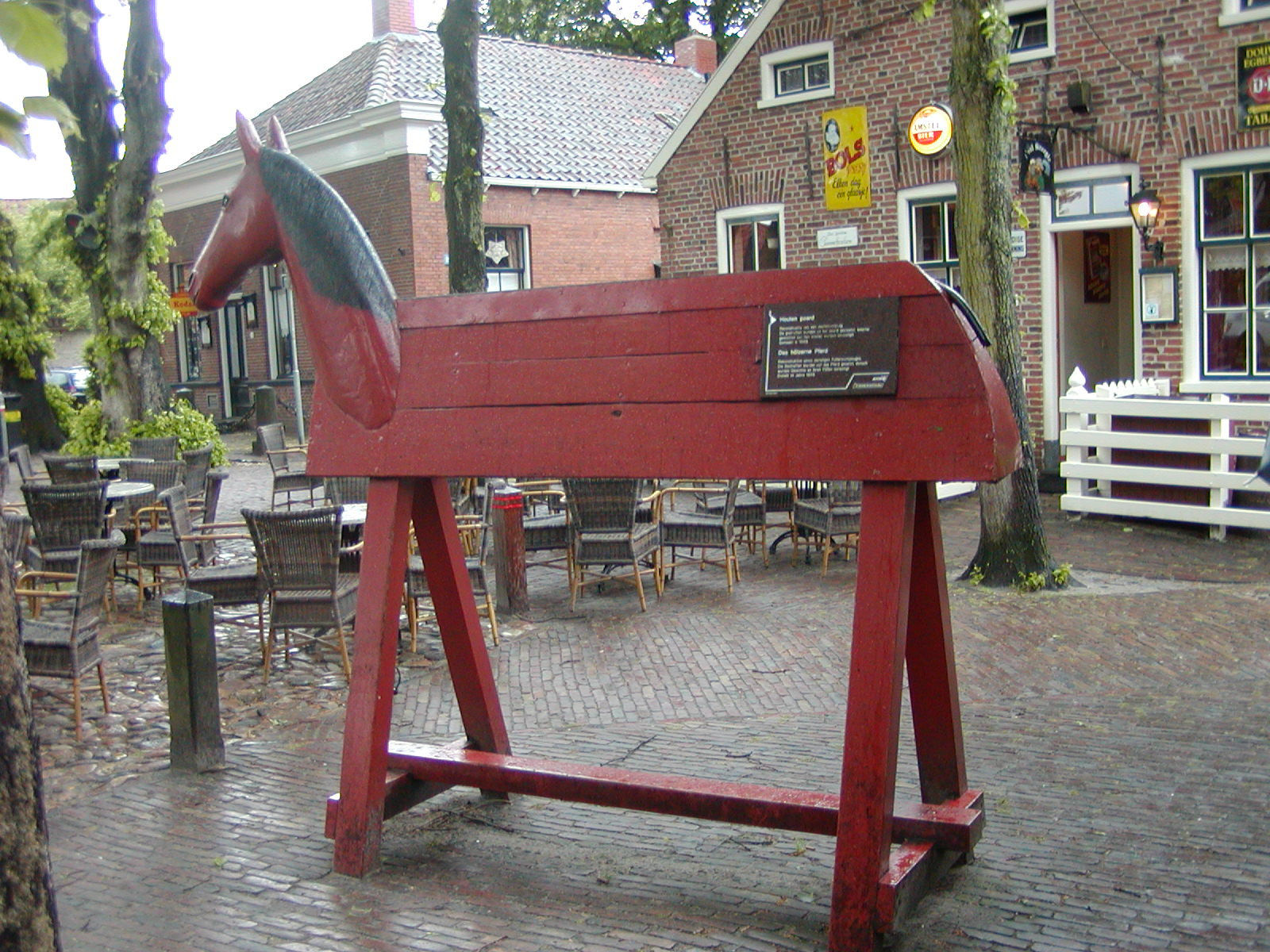

## وصضلات خارجية
- Fortress Bourtange

## اقرأ أيضا
- هولندا
- أمستردام
- روتردام
- منستر
- إمس